# The Family Jewels
The Family Jewels (с англ. — «Фамильные драгоценности») — дебютный студийный альбом валлийской певицы Марины Диамандис, более известной под сценическим именем Marina and the Diamonds. Пластинка была издана 15 февраля 2010 года на лейблах 679 и Atlantic. Во время записи альбома, Диамандис сотрудничала с такими продюсерами, как Паскаль Габриэль, Лиам Хоу, Грег Кёрстин, Ричард Стэннард и Starsmith. Исполнительница определяет темы песен диска, как «искушение меркантилизма, современных общественных ценностей, семьи и женской сексуальности». а
Альбом The Family Jewels получил довольно положительные отзывы от музыкальных критиков. Пластинка дебютировала с пятой позиции в британском чарте UK Albums Chart с продажами 27 618 копий за первую неделю. В конечном счёте, альбом получил золотую сертификацию от Британской ассоциацией производителей фонограмм с общими продажами 195 358 копий на территории Великобритании. The Family Jewels умеренно занимал позиции в международных чартах, расположившись на 138 месте в американском Billboard 200 с продажами четыре тысячи копий за первую неделю.
Релиз The Family Jewels поддерживался пятью синглами, на каждый из которых было снято музыкальное видео. Песня «Mowgli’s Road» была выпущена в качестве первого 13 ноября 2009 года, однако трек «Hollywood» стал первым синглом у Диамандис, вошедшим в чарт UK Singles Chart, расположившись на 12 месте. Последующие синглы «I Am Not a Robot», «Oh No!» и Shampain соответственно достигли максимума на 26, 38 и 141 позициях в чарте Великобритании. В качестве промокампании, с января 2010 года по декабрь 2011 года было проведено турне The Family Jewels Tour, в рамках которого певицы посетила города Австралии, Европы и Северной Америки.

## История создания
Родившаяся и выросшая в юго-восточном Уэльсе, Диамандис переехала в Лондон в 18 лет, чтобы учиться музыке, несмотря на отсутствие опыта. После вылета из четырёх заведений и провала на прослушивании, она начала сочинять собственные песни. В 2008 году, после успеха прошлогоднего мини-альбома Mermaid vs. Sailor, выпущенного ей на Myspace, девушка подписала контракт с Neon Gold Records и 679_Artists. В 2009, после выступлений на множестве фестивалей, в том числе на летнем Гластонбери, она заняла второе место на BBC Sound of… 2010 года, а также была одной из трёх номинантов на Critics' Choice Award в 2010 Brit Awards.
В интервью 2012 года с газетой Between the Lines Диамандис сказала, что название альбома пошло от сленгового названия яичек, но она стеснялась признать это раньше.

## Музыкальный стиль
Диамандис рассказала, что альбом это «работа, во многом вдохновлённая искушением меркантилизма, современными общественными и семейными ценностями, а также женской сексуальностью», которая должна «прослушиваться с удовольствием и быть историей, вызывающей у людей сомнения в себе».
В статье журнала Q, Хью Монтгомери определил, что в альбоме присутствуют жанры диско («Shampain»), бабблгам панк («Girls») и кабаре («Hermit the Frog»).

## Список композиций
Данные адаптированы из буклета альбома The Family Jewels.
| №   | Название             | Автор(ы)                         | Продюсер(ы)                        | Длительность |
| --- | -------------------- | -------------------------------- | ---------------------------------- | ------------ |
| 1.  | «Are You Satisfied?» | Марина Диамандис                 | Лиам Хоу, Ричард Стэннард, Эш Хоус | 3:21         |
| 2.  | «Shampain»           | Диамандис, Хоу, Паскаль Габриэль | Габриэль, Хоу, Стэннард1           | 3:11         |
| 3.  | «I Am Not a Robot»   | Диамандис                        | Хоу                                | 3:35         |
| 4.  | «Girls»              | Диамандис, Хоу, Габриэль         | Габриэль, Хоу                      | 3:28         |
| 5.  | «Mowgli’s Road»      | Диамандис, Хоу                   | Хоу                                | 3:12         |
| 6.  | «Obsessions»         | Диамандис                        | Хоу                                | 3:38         |
| 7.  | «Hollywood»          | Диамандис                        | Стэннард, Эш Хоус, Starsmith2      | 3:50         |
| 8.  | «The Outsider»       | Диамандис                        | Хоу, Диамандис                     | 3:17         |
| 9.  | «Hermit the Frog»    | Диамандис                        | Хоу, Диамандис1                    | 3:35         |
| 10. | «Oh No!»             | Диамандис, Грег Кёрстин          | Кёрстин                            | 3:02         |
| 11. | «Rootless»           | Диамандис, Хоу, Габриэль         | Габриэль, Хоу                      | 3:28         |
| 12. | «Numb»               | Диамандис                        | Хоу                                | 4:16         |
| 13. | «Guilty»             | Диамандис, Стэннард, Хоус        | Стэннард, Хоус                     | 3:40         |

| №   | Название            | Автор(ы)  | Producer(s) | Длительность |
| --- | ------------------- | --------- | ----------- | ------------ |
| 14. | «The Family Jewels» | Diamandis | Diamandis   | 4:05         |

| №   | Название                | Автор(ы)  | Producer(s) | Длительность |
| --- | ----------------------- | --------- | ----------- | ------------ |
| 14. | «The Family Jewels»     | Diamandis | Diamandis   | 4:05         |
| 15. | «Seventeen»             | Diamandis | Howe        | 3:05         |
| 16. | «Mowgli's Road» (video) |           |             | 3:02         |
| 17. | «Hollywood» (video)     |           |             | 3:25         |

| №   | Название                     | Автор(ы)                 | Producer(s)                    | Длительность |
| --- | ---------------------------- | ------------------------ | ------------------------------ | ------------ |
| 1.  | «Are You Satisfied?»         | Diamandis                | Howe Stannard Howes            | 3:21         |
| 2.  | «Shampain»                   | Diamandis Howe Gabriel   | Gabriel Howe Stannard [ a ]    | 3:11         |
| 3.  | «I Am Not a Robot»           | Diamandis                | Howe                           | 3:35         |
| 4.  | «Girls»                      | Diamandis Howe Gabriel   | Gabriel Howe                   | 3:28         |
| 5.  | «Mowgli's Road»              | Diamandis Howe           | Howe                           | 3:12         |
| 6.  | «Obsessions»                 | Diamandis                | Howe                           | 3:38         |
| 7.  | «Hollywood» (single version) | Diamandis                | Stannard Howes Starsmith [ b ] | 3:24         |
| 8.  | «The Outsider»               | Diamandis                | Howe Diamandis                 | 3:17         |
| 9.  | «Guilty»                     | Diamandis Stannard Howes | Stannard Howes                 | 3:40         |
| 10. | «Hermit the Frog»            | Diamandis                | Howe Diamandis [ a ]           | 3:35         |
| 11. | «Oh No!»                     | Diamandis Kurstin        | Kurstin                        | 3:02         |
| 12. | «Seventeen»                  | Diamandis                | Howe                           | 3:05         |
| 13. | «Numb»                       | Diamandis                | Howe                           | 4:16         |

| №   | Название                                               | Автор(ы)               | Producer(s)            | Длительность |
| --- | ------------------------------------------------------ | ---------------------- | ---------------------- | ------------ |
| 14. | «Rootless»                                             | Diamandis Howe Gabriel | Gabriel Howe           | 3:28         |
| 15. | «I Am Not a Robot» (Flex'd Rework) (Passion Pit Remix) | Diamandis              | Howe Passion Pit [ c ] | 4:47         |
| 16. | «Obsessions» (Ocelot Remix)                            | Diamandis              | Howe Ocelot [ c ]      | 6:26         |
| 17. | «I Am Not a Robot» (Starsmith 24 Carat Remix)          | Diamandis              | Howe Starsmith [ c ]   | 5:18         |
| 18. | «Hollywood» (video)                                    |                        |                        | 3:25         |

| №  | Название           | Автор(ы)  | Producer(s)  | Длительность |
| -- | ------------------ | --------- | ------------ | ------------ |
| 1. | «I Am Not a Robot» | Diamandis | Howe         | 3:35         |
| 2. | «Seventeen»        | Diamandis | Howe         | 3:05         |
| 3. | «Simplify»         | Diamandis | Martin Craft | 2:26         |

| №  | Название                                      | Автор(ы)  | Producer(s)    | Длительность |
| -- | --------------------------------------------- | --------- | -------------- | ------------ |
| 1. | «I Am Not a Robot»                            | Diamandis | Howe           | 3:35         |
| 2. | «Seventeen»                                   | Diamandis | Howe           | 3:05         |
| 3. | «Simplify»                                    | Diamandis | Craft          | 2:26         |
| 4. | «I Am Not a Robot» (Starsmith 24 Carat Remix) | Diamandis | Howe Starsmith | 5:18         |

Комментарии
1. 1 2  указан в качестве дополнительного продюсера
2. ↑  указан в качестве первоначального продюсера
3. 1 2 3  указан в качестве ремиксера